# Michael Hecht (Fußballspieler)
Michael Hecht (* 27. April 1965 in München) ist ein ehemaliger deutscher Fußballspieler.

## Karriere
Mit 18 Jahren gehörte Hecht dem Kader des Bayernligisten TSV 1860 München an, für den er in seiner ersten Saison ein einziges Spiel bestritt und in diesem auch sein erstes Tor erzielte. In der Folgesaison absolvierte er 18 Ligaspiele, erzielte dabei ein Tor und gewann die Bayernliga-Meisterschaft. In der darauffolgenden Saison wechselte er innerhalb der Liga zur SpVgg Unterhaching und blieb dort ebenfalls nur eine Saison lang. Anschließend war er zwei Jahre lang für den FC Wacker München in der Landesliga Bayern-Süd aktiv. Nach Abschluss der ersten Saison belegte er mit seiner Mannschaft den zweiten Tabellenplatz, im Jahr darauf stieg er mit der Mannschaft als Meister in die Oberliga Bayern auf und belegte am Saisonende den achten Tabellenplatz. Beim Meister der Landesliga Bayern-Mitte 1988 und Oberliga-Aufsteiger SpVgg Weiden spielte er von 1989 bis 1990. In der Saison 1990/91 absolvierte er 26 Regionalligaspiele (zwei Tore) für die Amateurmannschaft des FC Bayern München. In dieser Spielzeit gehörte er auch dem Profi-Kader des Bundesligisten FC Bayern München an. Nach einer Saison ohne Einbezug in den Spielbetrieb wechselte er zum Stadtrivalen TSV 1860 München in die 2. Bundesliga und hatte bei diesem seinen Einstand am 24. Juli 1991 (1. Spieltag) bei der 1:2-Niederlage beim SC Freiburg. In 23 Spielen traf er für den TSV 1860 München einmal: Am 7. September 1991 (8. Spieltag) beim 2:2-Unentschieden in Halle. 1992/93 spielte er abermals für die SpVgg Weiden. Nach der ersten von zwei Spielzeiten beim FC Augsburg gelang als Bayernliga-Meister und nach erfolgreich absolvierter Qualifikation zur Regionalliga Süd der Aufstieg in diese. Hecht wechselte innerhalb der Spielklasse zu Dynamo Dresden in die Regionalliga Nordost, verweilte dort eine Saison und wechselte erneut den Verein. In nur einer Spielzeit trug er zum Aufstieg der SpVgg Greuther Fürth in die 2. Bundesliga 1997 bei. 1997/98 war er 15 Mal in der Bayernliga für die SG Quelle Fürth aktiv und wurde Zweiter der Meisterschaft. 1998/99 beendete er seine Fußballer-Karriere bei den Würzburger Kickers in der Landesliga Bayern-Nord.

## Erfolge
- Bayerischer Meister 1984 (mit dem TSV 1860 München), 1994 (mit dem FC Augsburg)